# Kung Inges hög
Kung Inges hög är en kungshög med 40 meters diameter och 5 meter hög på ett större gravfält med cirka 100 fornlämningar. Platsen har också fått namnet Grundby Limpa.

## Beskrivning av gravfältet
Gravfältet har en utbredning på 260x190 meter i nordväst-sydöst, och består av cirka 100 fornlämningar. Dessa utgörs av 25 högar, cirka 70 runda stensättningar, 4 treuddar samt 1 rest sten.

### Högar
En hög, kallad Kung Inges hög, är en kungshög med cirka 40 meters diameter och cirka 5 meter hög. De övriga högarna är 5-10 meter diameter och 0,5-1,2 meter hög. I ytan enstaka stenar, 0,1-0,3 meter stora. Topparna på högarna är i en del fall avplanade. Runt den största högen är ett antal gropar, cirka 1 meter i diameter och 0,4 meter djupa, med 6-8 meters mellanrum. Även några stenar ligger runt högen. Storhögen har i mitten en grop, 8x6 meter och 0,8 meter djup. Cirka 5 av de övriga högarna har en grop i mitten, 1,5-3 meter diameter och 0,3-0,5 meter djup. Gravfältet har omkring 25 högar.

### Stensättningar
De cirka 70 runda stensättningarna är 2-10 meter i  diameter (vanligen 3-6 m) och 0,1-0,4 meter höga. De är övertorvade med i ytan enstaka stenar, 0,2-0,6 meter stora. Några har delvis synlig kantkedja av 0,2-0,7 meter stora stenar och 0,1-0,2 meter höga. Några har grop i mitten.
Treuddarna har 6-9 meters sida och är 0,1-0,2 meter höga. De är övertorvade med i ytan enstaka stenar, 0,1-0,3 meter stora. Treuddarna saknar hörnstenar och i huvudsak även kantmarkering och är låga. De syns endast som färgskiftningar i grästorven och måste kännas fram med fötterna . En treudd har grop i sin mitt, 1,5 meter i diameter och 0,1 meter djup. Den resta stenen, i gravfältets nordvästra del, är 0,9 meter hög och 0,3x0,6 meter stor.
I området norr om storhögen finns endast en säker fornlämning. I övrigt endast vaga formationer som kan vara rester av anläggningar. I gravfältets mellersta del och sydsydöst om den stora högen finns några diffusa och sannolikt skadade anläggningar, samt en gammal täkt inom vilken det har gjorts fynd.

## Undersökningar och fynd
I Kulturminnesregistret finns uppgifter om att det, enligt löjtnant Jon. Bergenstierna i Dybeck, Forskningsberättelse 1850, i eller invid storhögen hade påträffats bland annat ”en stor dubbelring, med 4 små enkla ringar på den samma hängande (brons) samt två ovala bucklor”. Den är möjligen en så kallad torshammarring.
I Olof Hermelins något senare verk Österrekarna härads fornlemningar från 1870-talet uppges en svärdsspets ha påträffats under en rovgrävning i Kung Inges hög. Gropar runt högen var enligt Hermelin rester efter borttagna resta stenar. Hermelin omtalar och avbildar även en vacker treudd på gravfältet.
1928 karterade  K. A. Gustavsson gravfältet vid Kung Inges hög. Samma år inkom en anmälan om att en gravhög skadats. Vid besiktningen klargjordes att några gravhögar skadats vid planteringar. Gravhög (nr 98 enligt Gustavssons karta) var sedan några år  borttagen till hälften, och kärnröse högen låg öppet. Tre gravar (48, 49, 55a) hade skadats av grustäkt. Ivar Schnell hade 1929 i gravfältets södra del undersökt gravanläggningarna (90 a, c, 98:2 och 104a). Fynden vid dessa Schnells undersökningar bestod av bronsbucklor, järnspikar, järnfragment, fragment av kammar, spelbrickor, nitar av brons och järn, broddar, ett beslag, järnpärla, benredskap, ett spänne av järn, och brända ben samt keramik  (SHM inventarienummer 19184). 
Vid undersökningen gjordes fynd av keramik, brända ben, bronssölja och glasflusspärlor. Fynden förvaras i SHM inventarienummer 20139. År 1970 kontrollerades schaktet för en dikesgrävning i gravfältets sydöstra kant mot landsvägen, vari en härdgrop framkom. ATA diarienummer 5837/1970.
År 1932 undersöktes anläggningarna 76–80 samt 82 i gravfältets sydöstra del av Ivar Schnell. Undersökningen orsakades av hemmansägaren C.E. Karlsson som hade ansökt om att få ta bort ”sex smärre gravkullar” från sin tomt för att kunna anlägga en trädgård. Vid undersökningen visade sig två anläggningar tomma och troligen redan undersökta vetenskapligt och därefter återställda. Undersökningen 1932 påträffade fynd av keramik, brända ben, fragment av kammar, järnspikar, bronsbleck, järnnitar, bit av en järnkrampa, en lerskulptur, ett bronsspänne, pärlor av spirallagd bronstråd, en sölja av brons, ett benföremål och glasflusspärlor (SHM inventarienummer 20139).
1970 övervakades en schaktning för ett dike i gravfältets sydvästra del ner mot landsvägen. En större härdgrop med rikligt med kol och skörbrända stenar framkom, men inga andra fynd gjorde (ATA, dnr 5837/1970). Vid en ny fornminnesinventering 1986 upptäcktes att en fornlämning hade schaktats bort. På platsen återstod bara en schakthög, med enstaka skörbrända stenar och sotfärgad jord. Denna tolkades möjligen kunna utgöra en rester av en skärvstenshög.
2012 vid en arkeologisk utredning inför nya kraftledningar inom Vallby och Sundby socknar påträffades två förhistoriska boplatser, fyra ensamliggande härdar samt en hålväg. Hålvägen RAÄ Vallby 98 och boplatsen RAÄ Vallby 100 ligger cirka 100 respektive 270 meter från gravfältet Vallby 36:1.

### Rovgrävning
Gropen i Kung Inges hög kan vara en plundringsgrop. Richard Dybeck skildrade på 1800-talet hur högen förstörts av:
"Lieutnant Elgenstjerna bonde i Grundby vhilken även tillåtit sig genomsöka några i höjdsluttningen varande mindre kullar - allt i mening att finna skatter."